# Зільберт Федір Федорович
Федір Федорович Зільберт, біл. Фёдар Фёдаравіч Зільберт (7 вересня 1917, Тарту, Естонія — 19 лютого 1986) — білоруський художник, що працював у жанрі декоративно-ужиткового мистецтва.

## Біографія
Закінчив училище художнього мистецтва в місті Лієпая, навчався на факультеті архітектури Латвійського
університету (1936–1939). В Білорусі мешкає з 1946 року. Один з організаторів експериментальної керамічної
лабораторії у Мінську (1959) та виставки кераміки в Борисові (1963). Викладав у Білоруському театрально-мистецькому інституті (1965–1971).

## Творчість
- Скульптурна композиція «Урожай» (1947)
- «Гусляр», «Вмремо, але фортеці не покинемо!» (обидві 1956)
- портрет А. Цітовича (1948)
- портрет А. Міцкевича (1955)
- барельєфи М. Севрука (1978), Я. Колоса (1981), «Зустріч поетів Я. Райніса і Я. Купали» (1982)
- підлогові вази «Зубр» (1977), «Папороть» (1979)
- декоративні пласти «Натюрморт» (1977), «Маки» (1978), «Осінь у саду» (1979)